# POSSESSION MAGENTA
『POSSESSION MAGENTA』（ポゼッションマゼンタ）は、COMFORTより2015年5月28日に発売されたPlayStation Vita用乙女ゲーム。

## 解説
『アルカナ・ファミリア』シリーズを手がけたさらちよみとHuneXのコラボレーション作である乙女ゲーム。
お台場にある架空の学校を舞台に主人公達が怪奇事件に巻き込まれていく、というストーリーになっており、実際のお台場にちなんだ施設も多数登場する。
本作では、突然人が豹変し目が赤くなる現象を「ポゼる」と呼び、その現象を解決することを「ピュリファイ」「ピュリする」と呼ぶ。
キャッチコピーは「彼を助けられなければ，死ぬのは私」。

### システム
シナリオは章ごとに区切られており、それぞれの章におけるメインキャラクターは異なる。
豹変した人物を元に戻すには豹変してしまった原因と合うタロットカードを選ばなくてはならない。また、タロットカードには正位置と逆位置があるので豹変してしまった原因と逆位置のタロットカードを選択しなければ失敗となる。失敗してしまった場合、バッドエンドを迎えることになる。。なお、本作の重要アイテムとなるタロットカードはアドベンチャーゲームパートでも拾うことができる。

## あらすじ
お台場に建っている私立暁臨海高校（通称・アカリン）に通う美原 鈴はある日、校門で生徒会長の青葉 大河からとある話を聞かされる。
それは、昨晩アカリンのある生徒が友達と遊んでいたところ、突然別人のように暴れ出し、そのまま行方不明になってしまった、というものだった。
その話を聞いた翌日、鈴達が目にしたのは校庭の時計台に行方不明だった生徒が異様な格好で磔にされた状態だった。
その出来事を境に彼女の周囲では「人が突然豹変する」という奇妙な出来事が起こり始める。

## 登場人物

### 主要人物
美原 鈴（みはら すず） ※名前変更可能
本作の主人公である、私立暁臨海高校の生徒。学年一位の才女で、近づきがたい雰囲気を放つが、友人たちと楽しく接することができる。また、穏やかで気遣いのできる性格から、周囲の評価は高い。ただ、気遣いがいき過ぎて一人でいろいろと背負い込んでしまうこともあり、付き合いの長い奏や草太に心配されている。
音成 奏（おとなり かなで）
声 - 前野智昭
鈴の幼馴染。里子として鈴の両親に引き取られて以来、「お兄ちゃん」を自称し（彼のほうが誕生日が早いため）、鈴を妹のように接するが、鈴からは子ども扱いと思われている。
成績優秀でスポーツ万能、見た目も良いので女子生徒には人気がある。ヘッドホンをしていることが多い。
静間 草太（しずま そうた）
声 - 斉藤壮馬
鈴の幼馴染。距離をおいて物事を静観するタイプ。素直になれない性格ゆえ周囲との衝突が絶えず、特に綾女との仲は悪い。
かなりのゲーマーで、徹夜しては鈴に起こされている。ネットの情報にも詳しく、作中時間で18年前の事件に関するネットでの噂を断片的に覚えていた。
燈山 光介（とうやま こうすけ）
声 - 増田俊樹
生徒会の書記を務める2年生。英国からの帰国子女で時折英単語を出してしまう癖があり、スキンシップがやや激しい傾向にある。
青葉 大河（あおば たいが）
声 - 石川界人
生徒会長を務める3年生。制服を軍服調に改造し、生徒会を軍隊さながらに統率するほどのミリタリーマニアだが、明るく面倒見の良い性格から、生徒たちに慕われている。バイクを乗り回し、時には校内で整備している。ゲームセンターのシューティングゲームが得意で、ミリタリー好きが高じて、自宅にはモデルガンがコレクションされている。
甘いもの嫌い。また、低身長をからかわれることも嫌い。
中学時代にいじめられていたことがあり、弱さを克服するため体を鍛えている。
蘇 明杰（スウ ミンジェ）
声 - 小野友樹
中国からの留学生。中国の大財閥の御曹司で、金で全てを手に入れられるという考えを持ち、それが自己中心的な言動につながっている。
これまで自分が接してきた女達と違う反応を示す鈴に興味を持ち、学年が違うのに接触を図ろうとする。
桃井 優一郎（ももい ゆういちろう）
声 - 岡本信彦
私立暁臨海高校の1年生のクラスに在籍する奨学生。数学が得意で、それを活かして奨学生となったため特別課題が出ている。下に兄弟がいる母子家庭故、コンビニや書店などのアルバイトを掛け持ちし、節約に励んでいる。マイペースで他者とずれた価値観の持ち主。
祭 綾女（まつり あやめ）
声 - 洲崎綾
鈴の親友で、鈴に悪い虫がつかないよう見張っている。勉強を苦手とする反面、中学まで空手を習っていた有段者で、運動神経抜群。

### その他の人物
城田 修（しろた おさむ）
声 - 花江夏樹
奏らのクラスの担任。気弱な性格から一部の生徒たちに見下されている。
久良木 正親（きゅうらぎ まさちか）
声 - 羽多野渉
私立暁臨海高校校長。比較的若い年齢で校長となるが、就任後から校内の各種問題が表面化し、悩まされている。
結城 守（ゆうき まもる）
声 - 豊永利行
暁臨海高校の変死事件担当となった東京臨海警察署の刑事。事件を追う中で巻き込まれる形で命を落とす。
坂上 貴一（さかがみ きいち）
声 - 山本兼平
東京臨海警察署の刑事である中年男性。結城の相棒。刑事の仕事を貫いてきたため、それ以外のことに対しては不器用。
望月 恭弥（もちづき きょうや）
声 - 江口拓也
蘇家の使用人で、明杰の付き人。明杰には中国読みで「ウァンユエ」と呼ばれている日系人。
文月 美玲（ふみつき みれい）
声 - M・A・O
ヴィーナスボートの占いの館に勤務する女性占い師で、鈴に協力してくれる。
美原 遼（みはら りょう）、桜（さくら）
声 - 高橋伸也、種崎敦美
鈴の両親で奏の養父母。父は弁護士。愛情深く二人を育て、見守る夫婦。

## 主題歌
オープニングテーマ「EMOTIONAL POSSESSION」
作詞・作曲：山崎寛子 / 編曲：河合英嗣 / 歌：音成奏(CV.前野智昭)
エンディングテーマ「Purely Sunshine」
作詞：磯谷佳江 / 作曲・編曲：黒川陽介

## 関連商品

### CD
フロンティアワークス販売
- PS Vita専用ソフト POSSESSION MAGENTA オープニングテーマ「EMOTIONAL POSSESSION」（2015年5月27日発売）
- POSSESSION MAGENTA Original Soundtrack（2015年12月23日発売）
- POSSESSION MAGENTA キャラクターCD Vol.1 奏&草太（2016年2月10日発売）
- POSSESSION MAGENTA キャラクターCD Vol.2 光介&大河（2016年3月9日発売）
- POSSESSION MAGENTA キャラクターCD Vol.3 明杰&優一郎（2016年4月6日発売）
- POSSESSION MAGENTA ドラマCD Vol.1奏&草太「ハッピーサマーホリデー」（2016年10月26日発売）
- POSSESSION MAGENTA ドラマCD Vol.2 光介&大河「特別任務(スペシャル・オペレーション)」（2016年10月26日発売）
- POSSESSION MAGENTA ドラマCD Vol.3 明杰&優一郎「屋台対決! 蘇VS優一郎」（2016年10月26日発売）

### 書籍
KADOKAWA刊行
- POSSESSION MAGENTA オフィシャルファンブック（2015年9月29日発売）